# Hesiocaeca hessleri
Hesiocaeca hessleri är en ringmaskart som beskrevs av Blake 1991. Hesiocaeca hessleri ingår i släktet Hesiocaeca och familjen Hesionidae. Inga underarter finns listade i Catalogue of Life.